# Pseudomystides limbata
Pseudomystides limbata är en ringmaskart som först beskrevs av Saint-Joseph 1888.  Pseudomystides limbata ingår i släktet Pseudomystides och familjen Phyllodocidae. Arten är reproducerande i Sverige.

## Underarter
Arten delas in i följande underarter:
- P. l. nigrolineata
- P. l. punctata